# Liste der Stolpersteine in Woluwe-Saint-Pierre/Sint-Pieters-Woluwe

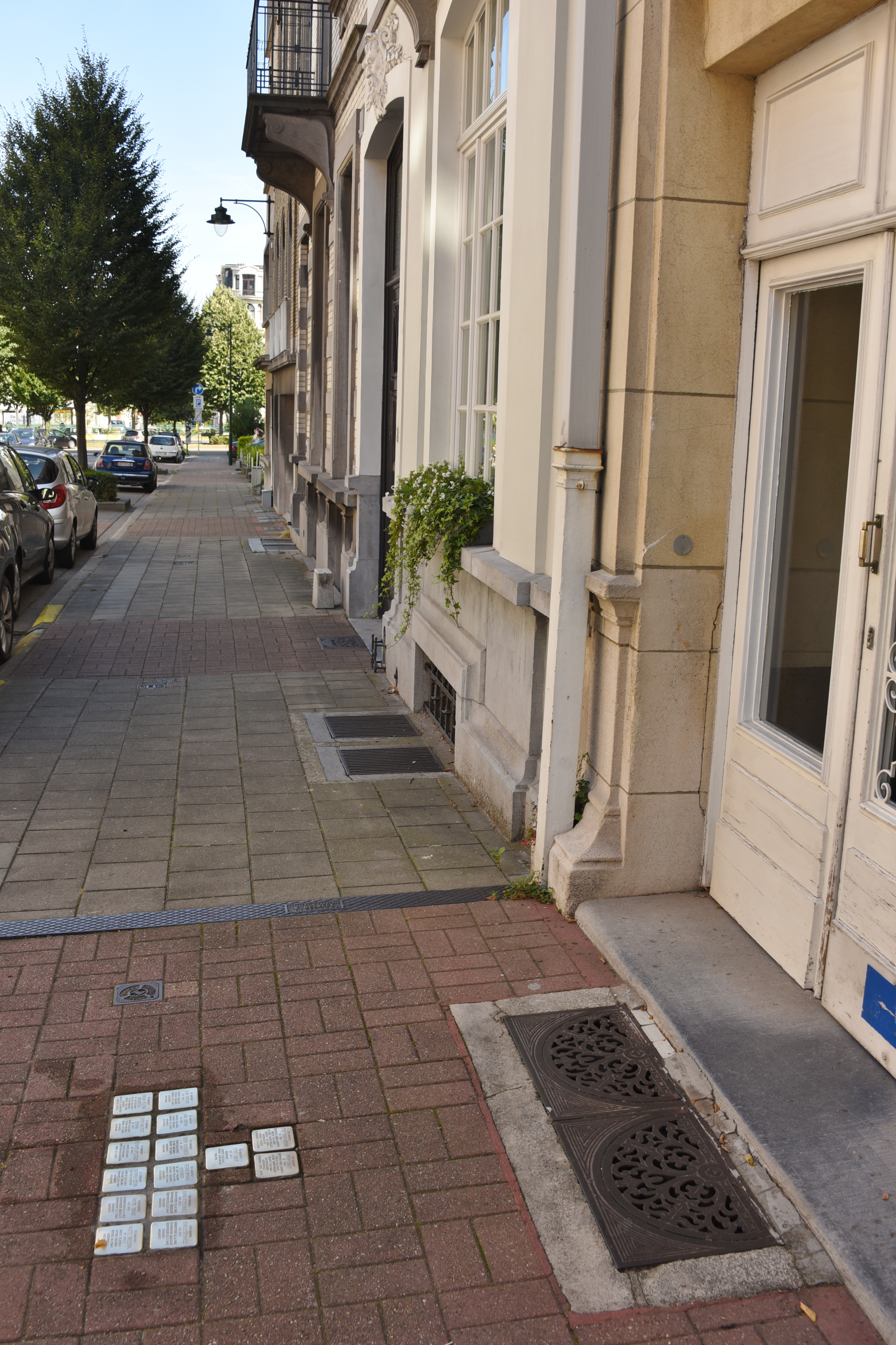
Die Stolpersteine von Woluwe-Saint-Pierre

Die Liste der Stolpersteine in Woluwe-Saint-Pierre/Sint-Pieters-Woluwe umfasst jene Stolpersteine, die vom Kölner Künstler Gunter Demnig in der belgischen Gemeinde Woluwe-Saint-Pierre/Sint-Pieters-Woluwe verlegt wurden. Die Gemeinde gehört zur zweisprachigen Region Brüssel-Hauptstadt. Stolpersteine erinnern an das Schicksal von Menschen aus diesen Gemeinden, die von Nationalsozialisten ermordet, deportiert, vertrieben oder in den Suizid getrieben worden sind. Sie wurden von Gunter Demnig verlegt, im Regelfall vor dem letzten selbstgewählten Wohnort des Opfers.

## Verlegte Stolpersteine
In Woluwe-Saint-Pierre/Sint-Pieters-Woluwe wurden 15 Stolpersteine verlegt.
| Stolperstein | Übersetzung | Verlegeort             | Name, Leben |
| ------------ | --- | ---------------------- | --- |
|              | HIER WOHNTE CHAJA-HELENA GANCARSKA GEBOREN 1925 POLEN VERHAFTET 12.6.1943 INTERNIERT IN MECHELEN DEPORTIERT 31.7.1943 AUSCHWITZ TODESMARSCH 1945 BEFREIT IN LEIPZIG                                   | Rue André Fauchille 10 | Chaja-Helena Gancarska am 6. Januar 1925 in Tomaszow, Polen, geboren. Sie arbeitete im privaten Internat Gatti de Gammond, welches sich in der Rue André Fauchille 10 befand, Leiter waren das Ehepaar Ovart. |
|              | HIER WOHNTE BORIS-MAURICE GURMAN GEBOREN 1932 VERHAFTET 12.6.1943 INTERNIERT IN MECHELEN DEPORTIERT 31.7.1943 AUSCHWITZ ERMORDET                                                                      | Rue André Fauchille 10 | Boris-Maurice Gurman (1932–1943/45) |
|              | HIER WOHNTE HENRI JUZEFOWICZ GEB. 1927 VERHAFTET 12.6.1943 INTERNIERT IN MECHELEN DEPORTIERT 31.7.1943 ERMORDET AUSCHWITZ                                                                             | Rue André Fauchille 10 | Henri Juzefowicz (1927–1943/45) |
|              | HIER WOHNTE JOANNA JUZEFOWICZ GEB. 1925 VERHAFTET 12.6.1943 INTERNIERT IN MECHELEN DEPORTIERT 31.7.1943 ERMORDET AUSCHWITZ                                                                            | Rue André Fauchille 10 | Johanna Juzefowicz (1925–1943/45) |
|              | HIER WOHNTE ISIDORE KOSSOVER GEBOREN 1939 VERHAFTET 13.6.1943 INTERNIERT IN MECHELEN DEPORTIERT 31.7.1943 AUSCHWITZ ERMORDET                                                                          | Rue André Fauchille 10 | Isidore Kossover (1939–1943/45) |
|              | HIER WOHNTE REGINE-RYWKA KOSSOVER GEBOREN 1928 POLEN VERHAFTET 12.6.1943 INTERNIERT IN MECHELEN DEPORTIERT 31.7.1943 AUSCHWITZ ERMORDET                                                               | Rue André Fauchille 10 | Regine-Rywka Kossover (1928–1943/45) |
|              | HIER WOHNTE BERNARD LIPSZTADT GEBOREN 1931 VERHAFTET 12.6.1943 INTERNIERT IN MECHELEN HOSPITALISIERT OLV GASTHUIS GEFLÜCHTET 28.7.1943                                                                | Rue André Fauchille 10 | Bernard Lipsztadt (1931–) |
|              | HIER WOHNTE ANDRÉE OVART GEBOREN 1921 IM WIDERSTAND VERHAFTET 12.6.1943 INTERNIERT IN SAINT-GILLES ÜBERLEBENDE                                                                                        | Rue André Fauchille 10 | Andrée Ovart (1921–) |
|              | HIER WOHNTE REMY OVART GEBOREN 1899 WIDERSTANDSKÄMPFER IN DER ARMÉE SECRÈTE VERHAFTET 12.6.1943 INTERNIERT IN SAINT-GILLES DEPORTIERT 24.3.1944 SACHSENHAUSEN BUCHENWALD ERMORDET APRIL 1945          | Rue André Fauchille 10 | Remy Ovart (1899–1945) |
|              | HIER WOHNTE ODILE OVART-HENRI GEBOREN 1892 WIDERSTANDSKÄMPFERIN IN DER ARMÉE SECRÈTE VERHAFTET 12.6.1943 INTERNIERT IN SAINT-GILLES DEPORTIERT 24.3.1944 RAVENSBRUCK BERGEN-BELSEN ERMORDET 31.3.1945 | Rue André Fauchille 10 | Odile Ovart-Henri (1892–1945) |
|              | HIER WOHNTE ANNA PATRON GEBOREN 1928 VERHAFTET 12.6.1943 INTERNIERT IN MECHELEN DEPORTIERT 31.7.1943 AUSCHWITZ ERMORDET                                                                               | Rue André Fauchille 10 | Anna Patron (1928–1943/45) |
|              | HIER WOHNTE EMMA PATRON GEBOREN 1935 VERHAFTET 12.6.1943 INTERNIERT IN MECHELEN DEPORTIERT 31.7.1943 AUSCHWITZ ERMORDET                                                                               | Rue André Fauchille 10 | Emma Patron (1935–1943/45) |
|              | HIER WOHNTE INGEBORG STERN GEBOREN 1927 ÖSTERREICH VERHAFTET 13.6.1943 INTERNIERT IN MECHELEN DEPORTIERT 31.7.1943 AUSCHWITZ ERMORDET                                                                 | Rue André Fauchille 10 | Ingeborg Stern (1927–1943/45) |
|              | HIER WOHNTE RACHEL TOMAR GEB. 1930 VERHAFTET 12.6.1943 INTERNIERT IN MECHELEN DEPORTIERT 31.7.1943 ERMORDET AUSCHWITZ                                                                                 | Rue André Fauchille 10 | Rachel Tomar (1930–1943/45) |
|              | HIER WOHNTE MARCEL WISZNIA GEBOREN 1932 VERHAFTET 12.6.1943 INTERNIERT IN MECHELEN DEPORTIERT 31.7.1943 AUSCHWITZ ERMORDET                                                                            | Rue André Fauchille 10 | Marcel Wisznia (1932–1943/45) |

## Verlegedatum
- 8. Juni 2018: Woluwe-Saint-Pierre